# Palpada lindneri
Palpada lindneri är en tvåvingeart som beskrevs av Thompson 1999. Palpada lindneri ingår i släktet Palpada och familjen blomflugor. Inga underarter finns listade i Catalogue of Life.